# Pontyfikał płocki

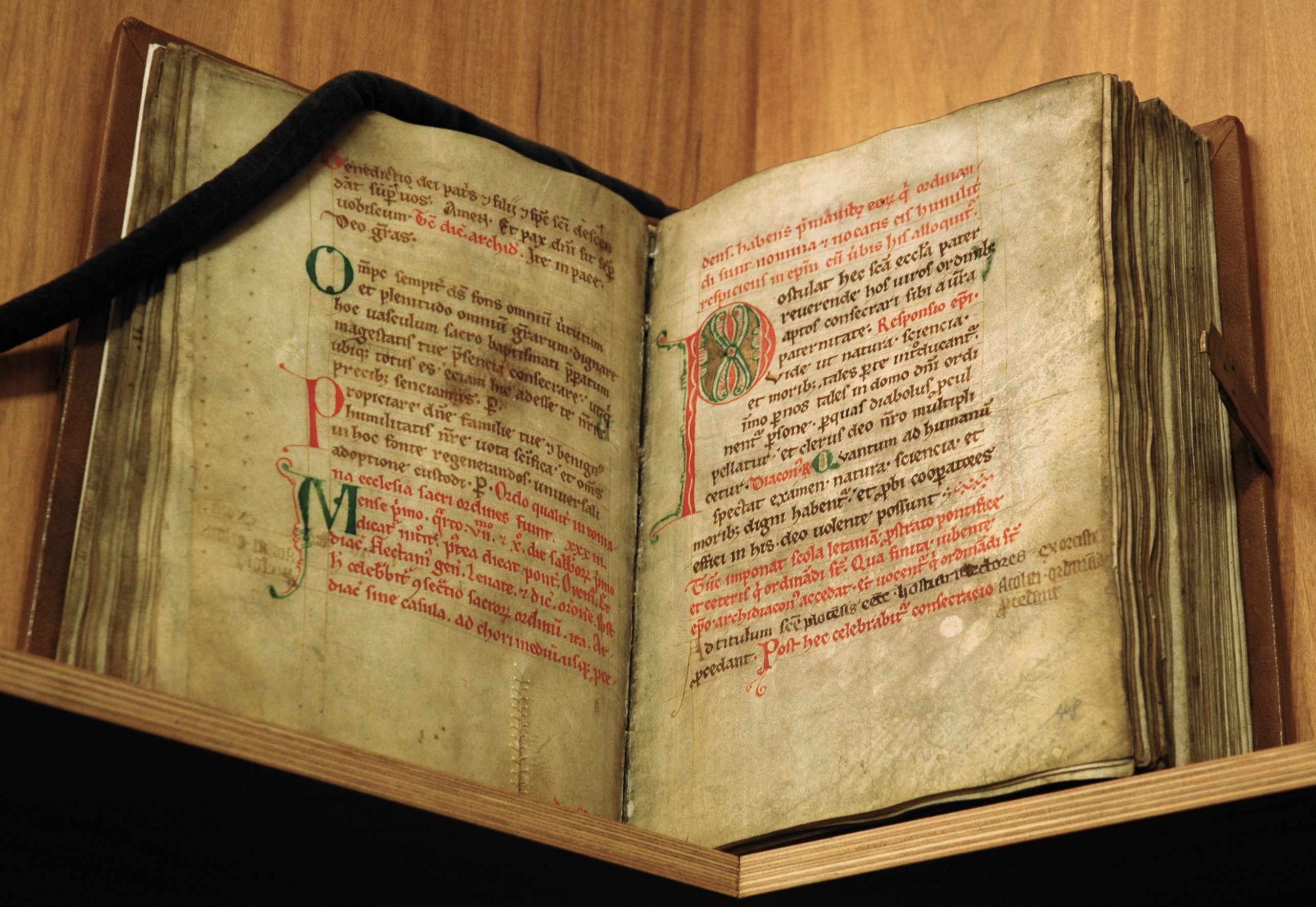
Pontyfikał Płocki

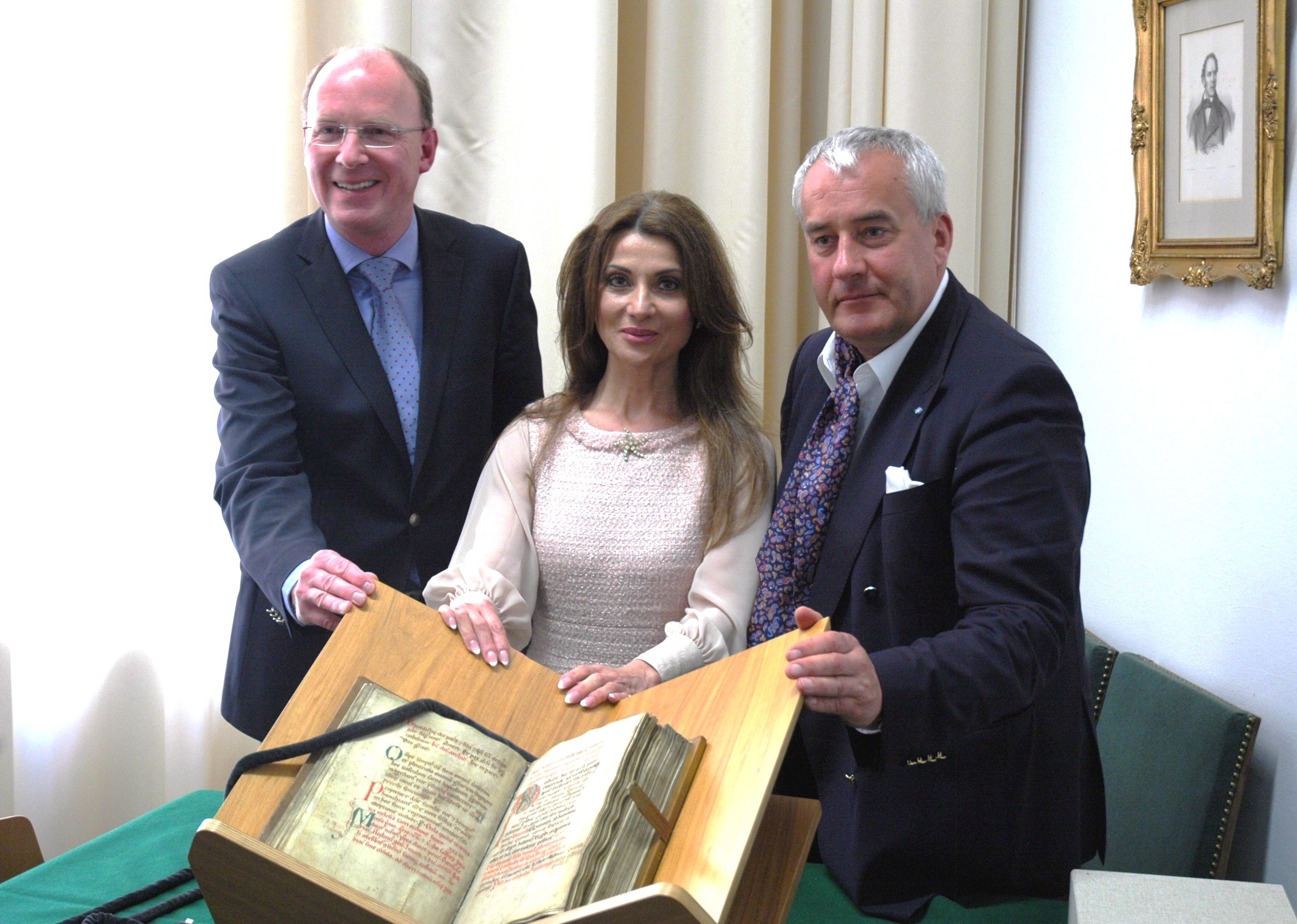
Odzyskanie przez Konsula Generalnego RP Pontyfikału Płockiego (na zdjęciu: Ludwig Spaenle - Minister Kultury Bawarii, Justyna Lewańska - Konsul Generalny RP w Monachium i Klaus Ceynowa - Dyrektor Biblioteki Narodowej w Monachium)

Pontyfikał płocki (łac. Pontificale plocense)  – średniowieczna księga liturgiczna, przechowywana w kapitule katedralnej w Płocku.

## Opis i historia
Księga składa się z 214 kart pergaminowych o wymiarach 270 na 185 mm. Reprezentuje najstarszy typ pontyfikału, zwany pontyfikałem rzymsko-germańskim. Dzieło powstało w skryptorium biskupim w Płocku w 1400 r. Kopię sporządził kopista Mikołaj, syn Stanisława z Płocka.
W czasie II wojny światowej w 1940 zabytek został wywieziony przez Niemców z biblioteki diecezjalnej w Płocku i zdeponowany wraz z innymi manuskryptami w bibliotece uniwersyteckiej w Królewcu.
Pontyfikał po zakupieniu go 28 maja 1973 za 6200 DM w domu aukcyjnym Hartung & Karl (katalog aukcyjny 73/5954) znajdował się w Bawarskiej Bibliotece Państwowej (niem. Bayerische Staatsbibliothek) w Monachium (skatalogowany pod sygnaturą CLM 28938).
Już w 1977 o zwrot zabytkowej księgi zwrócił się do Bawarskiej Biblioteki Państwowej w Monachium biskup płocki Bogdan Sikorski, otrzymując odpowiedź odmowną, chociaż w podobnym przypadku rękopisu francuskiego dzieło wywiezione przez Niemców z Francji, po pięciu latach negocjacji między francuskim MSZ a rządem Bawarii, powróciło do biblioteki w Sens. Strona polska składała kolejne wnioski rewindykacyjne, które nie były rozpatrywane lub też były rozpatrywane negatywnie (w 1984, 1986, 1992).
Pontyfikał został zwrócony 15 kwietnia 2015 dzięki Konsulatowi RP w Monachium i przekazany do skarbca płockiego Muzeum Diecezjalnego.

## Publikacje
Tekst Pontyfikału Płockiego oraz studium liturgiczno-źródłoznawcze opublikował w 1986 ks. dr Antoni Podleś: Pontyfikał płocki z XII wieku. Bayerische Staatsbibliothek München Clm 28938, Biblioteka Seminarium Duchownego Płock Mspł. 29. Studium liturgiczno-źródłoznawcze. Edycja tekstu, Płockie Wydawnictwo Diecezjalne, Płock 1986, ISBN 83-00-02322-4.
W 2020 ukazało się nowe wydanie Pontyfikału Płockiego: Pontificale Plocense, t. I–III, opracowanie tekstu Leszek Misiarczyk, przekład na język polski Jerzy Wojtczak-Szyszkowski, Bernardinum, Pelplin 2020.